# Eisenackidium
Eisenackidium triplodermum
Genre
Espèce
Eisenackidium est un genre fossile d'acritarches, des microfossiles à paroi organique, c’est-à-dire des palynomorphes, auxquels il n'est pas possible d'attribuer une affinité biologique avec certitude (on les regroupe dans les Biota incertae sedis).
C'est l'espèce type de son genre et été décrite par Fritz H. Cramer en 1966 d'un terrain datant du Dévonien (présente de l'Emsien au Lochkovien) au nord de l'Espagne.

## Systématique
Le genre Eisenackidium est décrit par F.H. Cramer & M. del C. Díez de Cramer en 1968
L'espèce Eisenackidium triplodermum est décrite par Cramer, 1966
Le nom de genre honore Alfred Eisenack (1891-1982), un paléontologue allemand.
La base de données palynologiques Palynodata signale également des descriptions en Argentine,.

## Liste des espèces
Selon AlgaeBase (site visité le 16 janvier 2023), le genre compte une espèce:
- Eisenackidium argentinum Pöthe de Baldis

La base de données Palynodata (site visité le 16 janvier 2023) contient les noms suivants:
- Eisenackidium appendiculum
- Eisenackidium argentinum
- Eisenackidium carminae
- Eisenackidium colle
- Eisenackidium crucistellatum
- Eisenackidium duplex
- Eisenackidium fecunda
- Eisenackidium ludlovense
- Eisenackidium martensianum
- Eisenackidium orientalis
- Eisenackidium playfordii
- Eisenackidium ranaemanum

Selon The Taxonomicon (site visité le 16 janvier 2023), le genre compte trois espèces :
- †Eisenackidium gordonense (Crame, 1964b) Mullins (2004)
- †Eisenackidium triplodermum (Cramer, 1966) - type
- †Eisenackidium wenlockense

Selon IRMNG en 2023, le nombre d'espèces fossiles référencées est de treize :
- †Eisenackidium appendiculum, Wicander & Wood, 1981
- †Eisenackidium argentinum, E.D. Pöthe de Baldis, 1997
- †Eisenackidium carminae, (Cramer, 1964) Eisenack et al., 1973
- †Eisenackidium colle, Cramer & Díez, 1976
- †Eisenackidium crucistellatum, (Deunff, 1955) Eisenack et al., 1973
- †Eisenackidium ludloviense, Dorning, 1981
- †Eisenackidium martensianum, Stockmans & Willière, 1969 ex Eisenack et al., 1973
- †Eisenackidium orientalis, Rubinstein in Rubinstein, Toro & Waisfeld, 1999
- †Eisenackidium playfordi,i Utting, 1987
- †Eisenackidium ranaemanum, Le Hérissé, 1989
- †Eisenackidium triplodermum, Cramer, 1966 ex Eisenack et al., 1973
- †Eisenackidium valentinum, (Cramer, 1964) Eisenack et al., 1973
- †Eisenackidium wenlockense, Dorning, 1981[3]

### Publications originales
- (es) F. H. Cramer et M. del C. Díez de Cramer, Consideraciones taxonómicas sobre las acritarcas del Silúrico Medio y Superior del Norte de España. Las acritarcas acantomorfiticas, vol. 79 (6), coll. « Bol. Geol. Min. », 1968, 541-574 p.
- (en) F.H. Cramer, Palynology of Silurian and Devonian rocks in northwest Spain, 1966.

### Genre
- (en) Genre Eisenackidium sur le site Palynodata (site visité le 23 janvier 2023).
- (en) Genre Eisenackidium sur le site The Taxonomicon (site visité le 23 janvier 2023).

### Espèce
- (en) Eisenackidium triplodermum sur le site Palynodata (site visité le 17 janvier 2023).
- (en) Eisenackidium triplodermum sur le site The Taxonomicon (site visité le 17 janvier 2023).